# Miljevci (Sanski Most)
Miljevci (szerbül: Миљевци) szerb falu Bosznia-Hercegovinában, a Bosznia-hercegovinai Föderáció Una-Szanai kantonjában, Sanski Most községben.

## Fekvése
Bosznia-Hercegovina északnyugati részén, Bihácstól légvonalban 46, közúton 63 km-re keletre, Sanski Most központjától légvonalban 16, közúton 21 km-re nyugatra, a Grmeč-hegység területén, a Palanačko polje karsztmezőn fekszik. Áthalad rajta a Sanski Mostról Bosanska Krupára vezető út. A Palanačko poljén több patak található, de mindegyik víznyelőben végződik. Ezek a patakok főként a hó elolvadása után és esős időszakban elöntik a mezőt. A víznyelők a vizet fokozatosan eresztik le, majd a talajon való átfolyás után visszaérnek a felszínre és bővizű karsztforrásként jelennek meg a Đedovača, a Dabar és az Umac mentén.

## Népessége
| Nemzetiségi csoport | Népesség 1991 | Népesség 2013 |
| ------------------- | ------------- | ------------- |
| Szerb               | 369           | 42            |
| Bosnyák             | 5             | 4             |
| Horvát              | 0             | 1             |
| Jugoszláv           | 0             | 0             |
| Egyéb               | 0             | 0             |
| Összesen            | 374           | 47            |

## Története
A település 1878-ig az Oszmán Birodalom része volt. A mai Miljevac és Lušci Palanka falvak között, a Predojević glavica keleti lejtőin van egy „Kulina” nevű hely, ahol valószínűleg a környező birtokok tulajdonosának, egy bégnek a tornya állt. Nem kizárt, hogy a torony mellett volt egy udvarház is, azonban erről a helyről sincsenek feljegyzések egyetlen ismert dokumentumban sem. A környező lakosság által Kulinának nevezett hely neve alapján valóban feltételezhető, hogy itt egy torony állt. A település 1878-tól az Osztrák-Magyar Monarchia része lett. Az első osztrák-magyar népszámlálás során, 1879-ben a településen 255 lakost számláltak, közülük 203 ortodox szerb és 52 muszlim volt. 1910-ben Lušci Palanka község részeként 529 lakost számláltak itt. 1941-ben Miljevci azok közé a falvak közé tartozott, ahol csak szerbek éltek. A boszniai háború idején a Sana hadművelet során szerb lakossága a szerb csapatokkal együtt elmenekült a támadó bosnyák csapatok elől és közülük csak kevesen tértek vissza. 2013-ban a településnek már csak 47 állandó lakosa volt.

## Nevezetességei
Miljevac Luška-Palanka felőli bejáratánál van egy Kulina nevű hely, melyhez egy legenda fűzódik. A legenda szerint itt állt egykor Kulin tornya, melynek alapjai akkor még álltak. Ennek a Kulinnak a környéken nagy csordái voltak, amelyeket jobbágyai a Glavica mögötti fennsíkon, Radanovo poljén neveltek neki. Amikor fejték a jószágot, a fennsíkról a völgyben lévő toronyba facsöveken folyt le a tej. Amikor egy nap egy kígyó jött le a csövön, az emberek elhagyták a tornyot, és ismeretlen helyre szöktek, mert a kígyó megjelenése annak a jele volt, hogy veszély fenyeget, és menekülni kell.